# Felix Eijgenraam
Felix Eijgenraam (1957 – 1994) was een Nederlands bioloog en wetenschapsjournalist. Hij studeerde moleculaire biologie onder Piet Borst en werd in 1986 wetenschapsredacteur bij NRC Handelsblad. Hij schreef over diverse biologische maar ook andere natuurwetenschappelijke onderwerpen en was tevens verantwoordelijk voor de rubriek "Boem" waarin hij wetenschappelijke en technische proefjes en weetjes behandelde voor een jong publiek. 
Eijgenraam was onder meer bekend vanwege zijn kritiek op de populaire psycholoog en auteur Piet Vroon. In een recensie in NRC Handelsblad in op 12 december 1992 betichtte hij Vroon van het presenteren van losse beweringen als een theorie en onjuist gebruik van de implicaties van de chaostheorie, die hij (Vroon) verkeerd begreep.
Verder kaartte hij de rol van Jaap Goudsmit aan in de Affaire Buck-Goudsmit. In 1990 verscheen het boekje In Dienst van de Verwondering met een bloemlezing van zijn interviews met wetenschappers als John Bell, Benoît Mandelbrot, Douglas Hofstadter, Roger Penrose, Thomas Cech, Walter Gilbert, Lynn Margulis, Edward O. Wilson, John Maddox, Paul Kurtz en James Randi. Ook daarna verschenen nog interviews met wetenschappers, zoals het in 1992 in NRC Handelsblad verschenen interview met evolutiebioloog Ernst Mayr.
Eijgenraam was als een van de eerste journalisten ter plekke na de ontdekking van de Kopertijd-ijsmummie Ötzi.
In 1994 overleed hij door zelfdoding. Hij ligt begraven op Begraafplaats Zorgvlied.

## Boeken
- Felix Eijgenraam: De plezierfactor: nut en genot van het boekenschrift. Aramith 1990. ISBN 90-6834-089-1
- Felix Eijgenraam: In dienst van de verwondering. Aramith 1990. ISBN 9789068340747
- Felix Eijgenraam: Boem : 52 leuke natuur- en scheikundeproeven voor onderzoekers van 9 tot 99 jaar. Aramith 1991. ISBN 90-6834-091-3
- Felix Eijgenraam: Droogh water, koele woll, witt roet, gehackte veeren Uitgeverij NPA, Amsterdam 1991. (ISBN onbekend)
- Felix Eijgenraam: Scheepsbouw: 'n bouwplaat in het groot. Stichting AMV 1992 ISBN 90-6121-997-3
- Felix Eijgenraam (vertaler): Celdeling en kanker: de genetische basis van een ontregeling (Varmus, H, red.: Tom Kortbeek). Natuur & Techniek 1995. ISBN 90-73035-35-X.